# Puławy
Puławy (puˈwavɨⓘ) o Puławski es una ciudad del este de Polonia, en el voivodato de Lublin, asentada entre los ríos Vistula y Kurówka. Puławy es la capital del condado de Puławy
Cerca se encuentra Kazimierz Dolny, una villa medieval con una antigua plaza del mercado, rodeada de antiguas casas, tiendas, iglesias y una sinagoga.

## Historia
Desde el siglo XVII Puławy fue el lugar donde se encontraba la residencia de los Lubomirski, así como después también los Sieniawski, ambas familias de la nobleza polaca. En 1784 pasó a ser propiedad del príncipe Adam Kazimierz Czartoryski y su mujer Izabela Czartoryska, de nacimiento Fleming. Bajo su gobierno, después de la pérdida de la independencia de Polonia, en 1795 el palacio se convirtió en un museo de la memoria nacional polaca, así como un centro de gran importancia cultural y política. Después de haber sido sofocado el Levantamiento de Noviembre de 1830-1831, el Estado fue asumido por parte del gobierno ruso. Las colecciones del palacio que habían conseguido salvarse constituyeron el núcleo del actual Museo Czartoryski en Cracovia.
En 1869 fue fundado el Instituto de Agricultura y Foresta en Puławy. Uno de sus primeros estudiantes fue el escritor Bolesław Prus (quien pasó parte de su infancia en Puławy).
Llegada la Primera Guerra Mundial, el 13 de agosto de 1920 Józef Piłsudski, Jefe de Estado polaco, dejó Varsovia y estableció un cuartel general militar en Puławy. El Ejército Rojo había tomado gran parte del este de Polonia y asedió Varsovia. A través del seguimiento por radio de Piłsudski, con ayuda de criptología y los servicios de inteligencia, se pudo detectar un punto débil en el flanco soviético en la región de Puławy, y se ordenó una concentración de fuerzas polacas en las inmediaciones de las orillas del rio Wieprz. El 18 de agosto de 1920, el ejército polaco lanzó un contraataque dirigido desde Puławy, que  rodearía y derrotaría a unas fuerzas soviéticas de aproximadamente 177.000 soldados. El ataque expulsó al Ejército Rojo de Polonia y estableció la seguridad en el país durante dos décadas, hasta la invasión alemana de 1939.
Durante la Segunda Guerra Mundial, tres campos de concentración alemanes operaron en las cercanías de Puławy. La población judía de la ciudad, alrededor de 3.600 personas, fue inicialmente confinada en un ghetto, para después ser asesinada en el campo de Sobibór.
Desde 1966, la extensa planta química (Zakłady Azotowe Puławy) al norte de la población produce fertilizantes. Recientemente se ha convertido en la mayor productora de melanina del mundo.

## Monumentos
El signo más característico de Puławy es el palacio clásico-barroco y el complejo de jardines, que datan de 1676-79, remodelado primeramente en 1722-36 y una vez más en 1800. Incluye pabellones de estilo neoclásico correspondientes a inicios del siglo XIX. Todo ello hizo que Puławy se conociera entonces como la Atenas polaca. Uno de esos templos, el Templo de la Sibila, construido a base de columnas en forma circular, es el escenario del memorable microrrelato de Bolesław Prus, El moho de la tierra.

## Demografía
| Gráfica de evolución de Puławy entre 1939 y 2020 |
|                                                  |
| Fuente: GUS – Ludność Puław                      |

## Galería

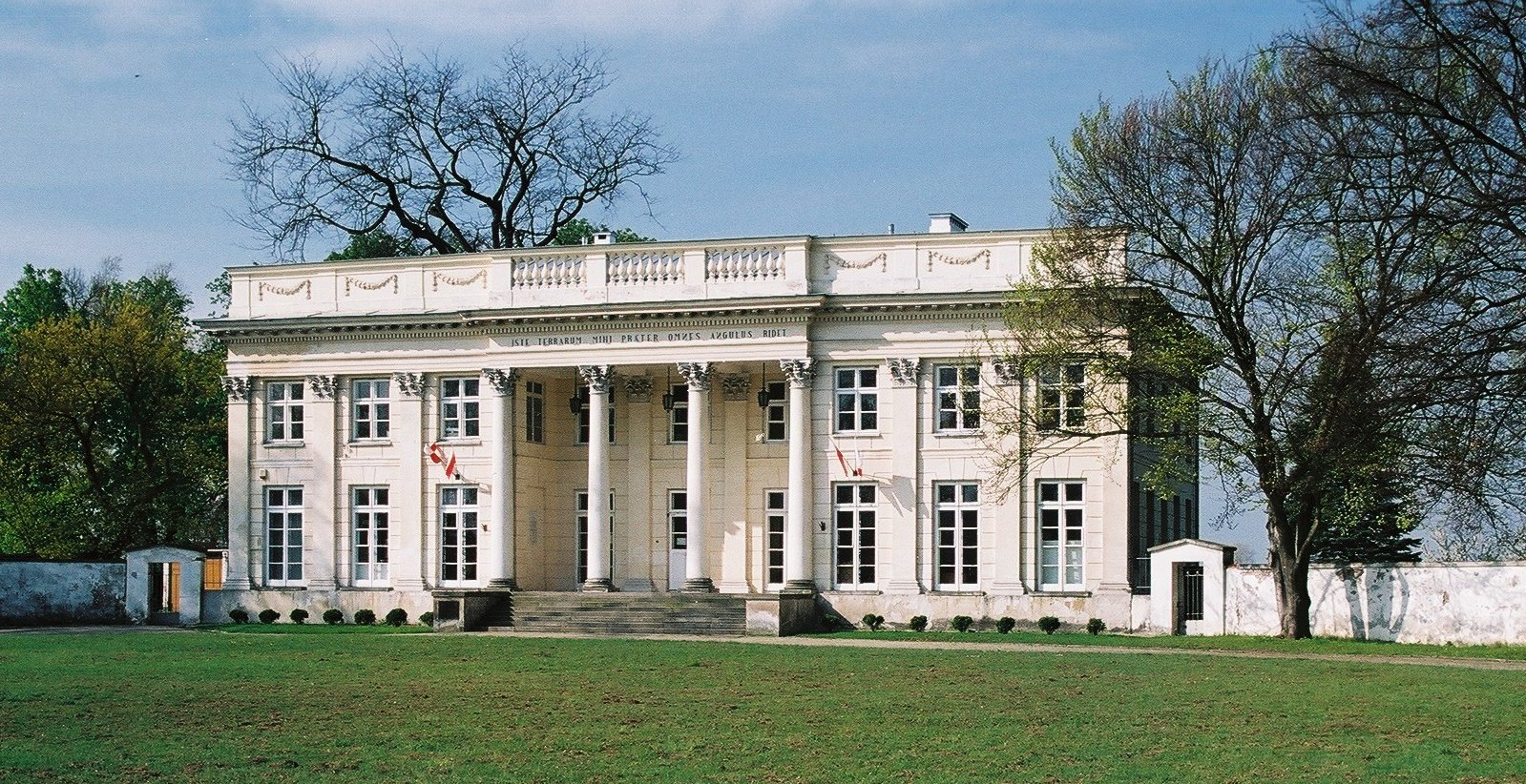
Palacio de Marynka
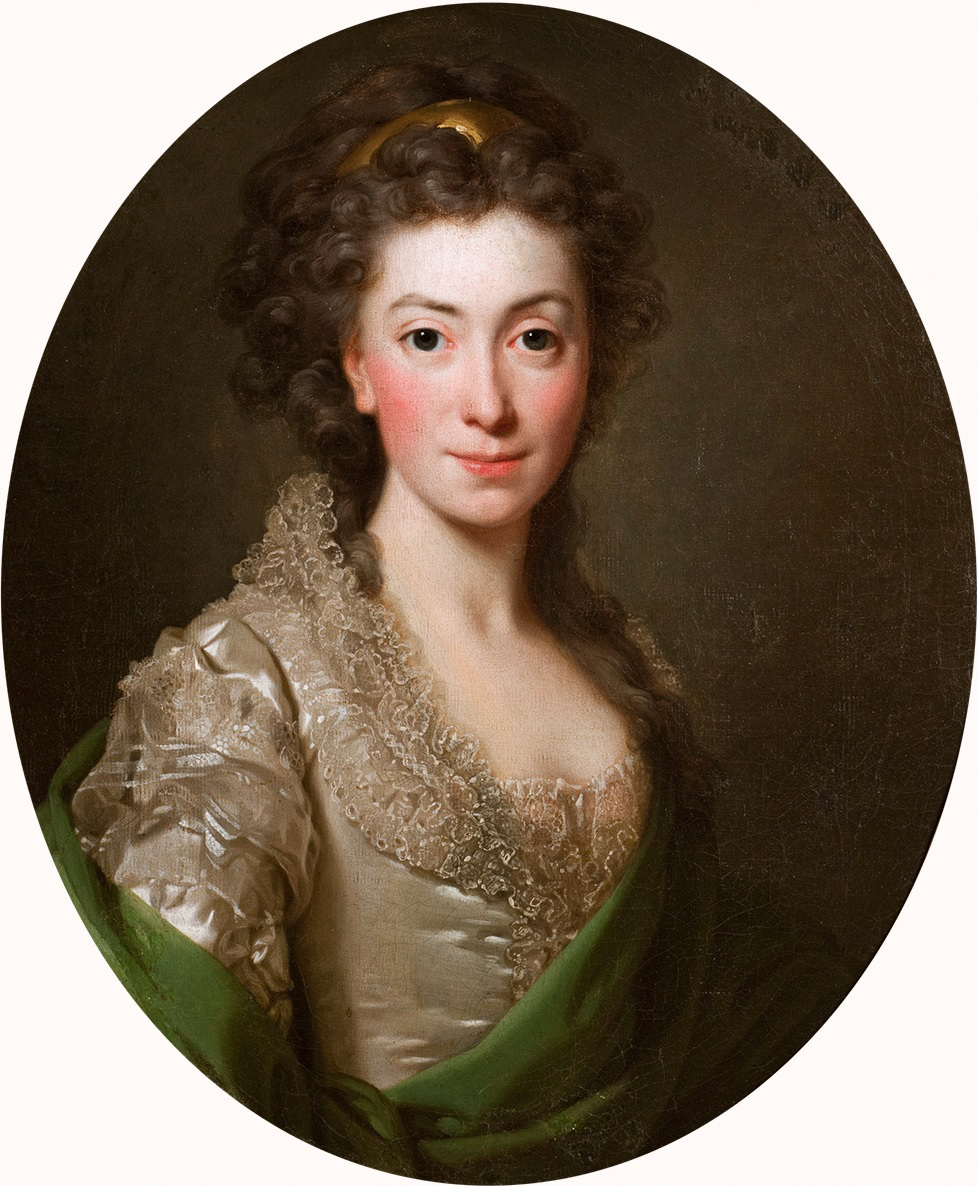
Izabela Czartoryska, de nacimiento Fleming.
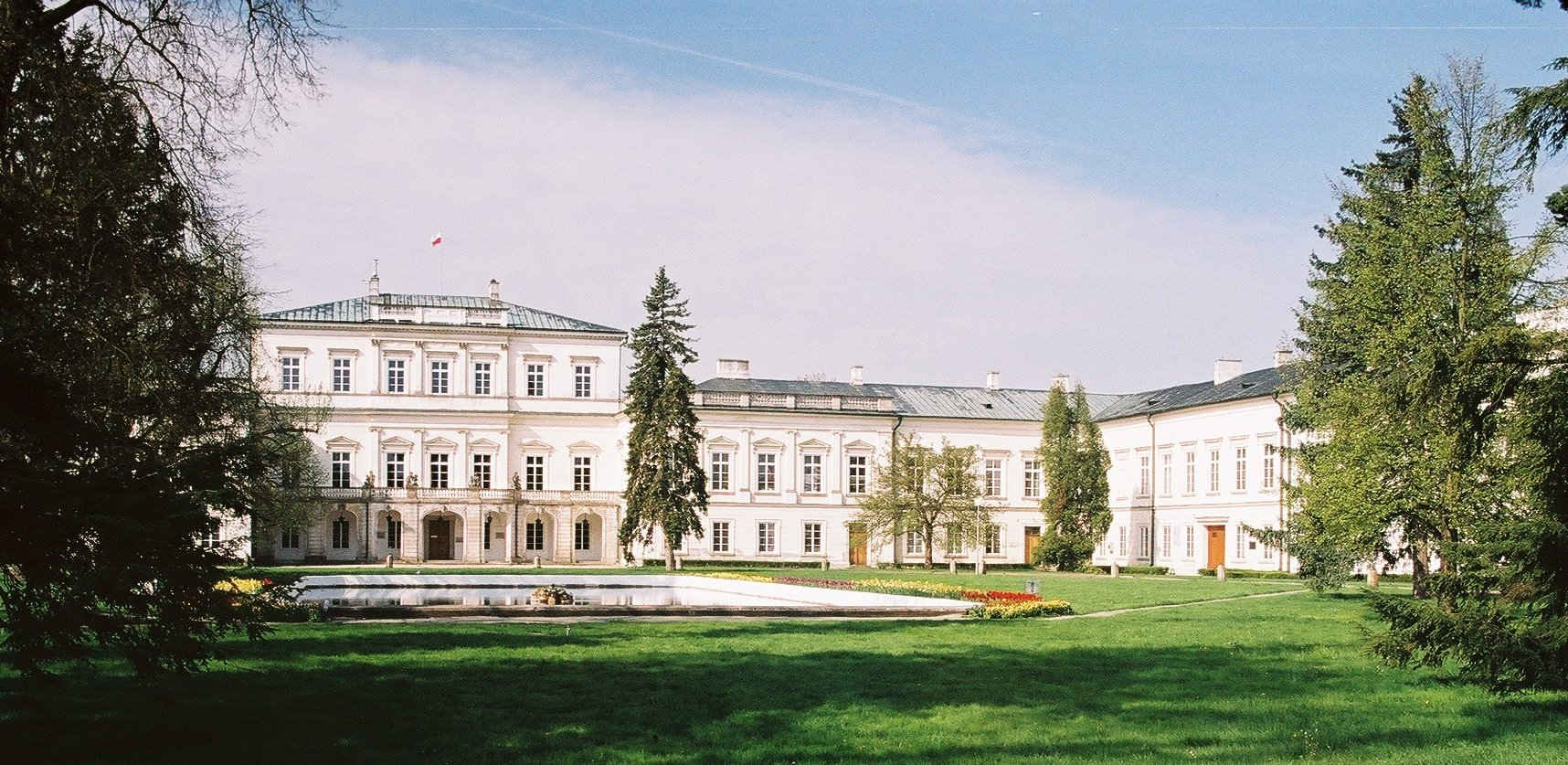
Palacio Czartoryski desde el jardín principal
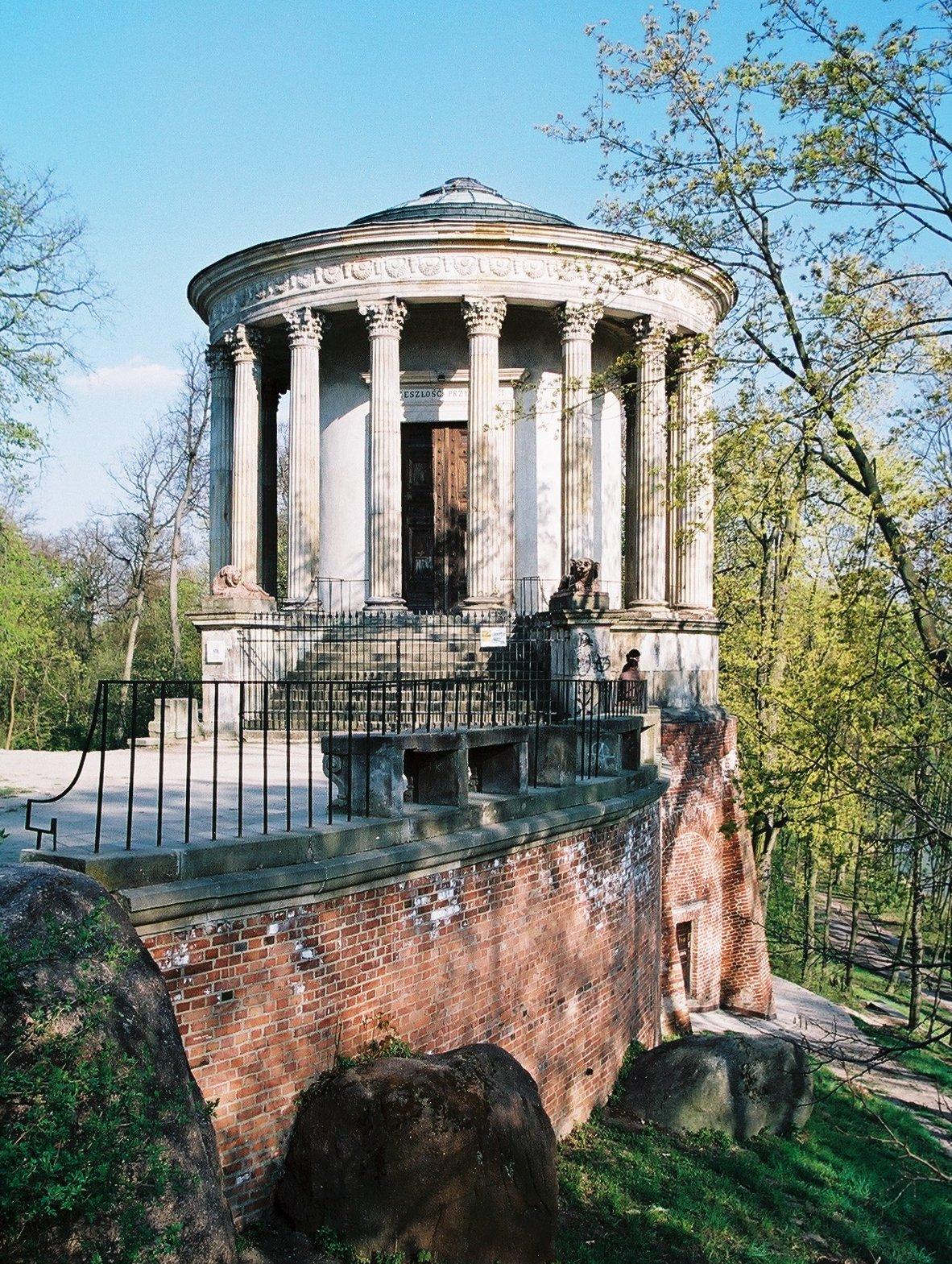
Templo de la Sibila, en los jardines del palacio Czartoryski
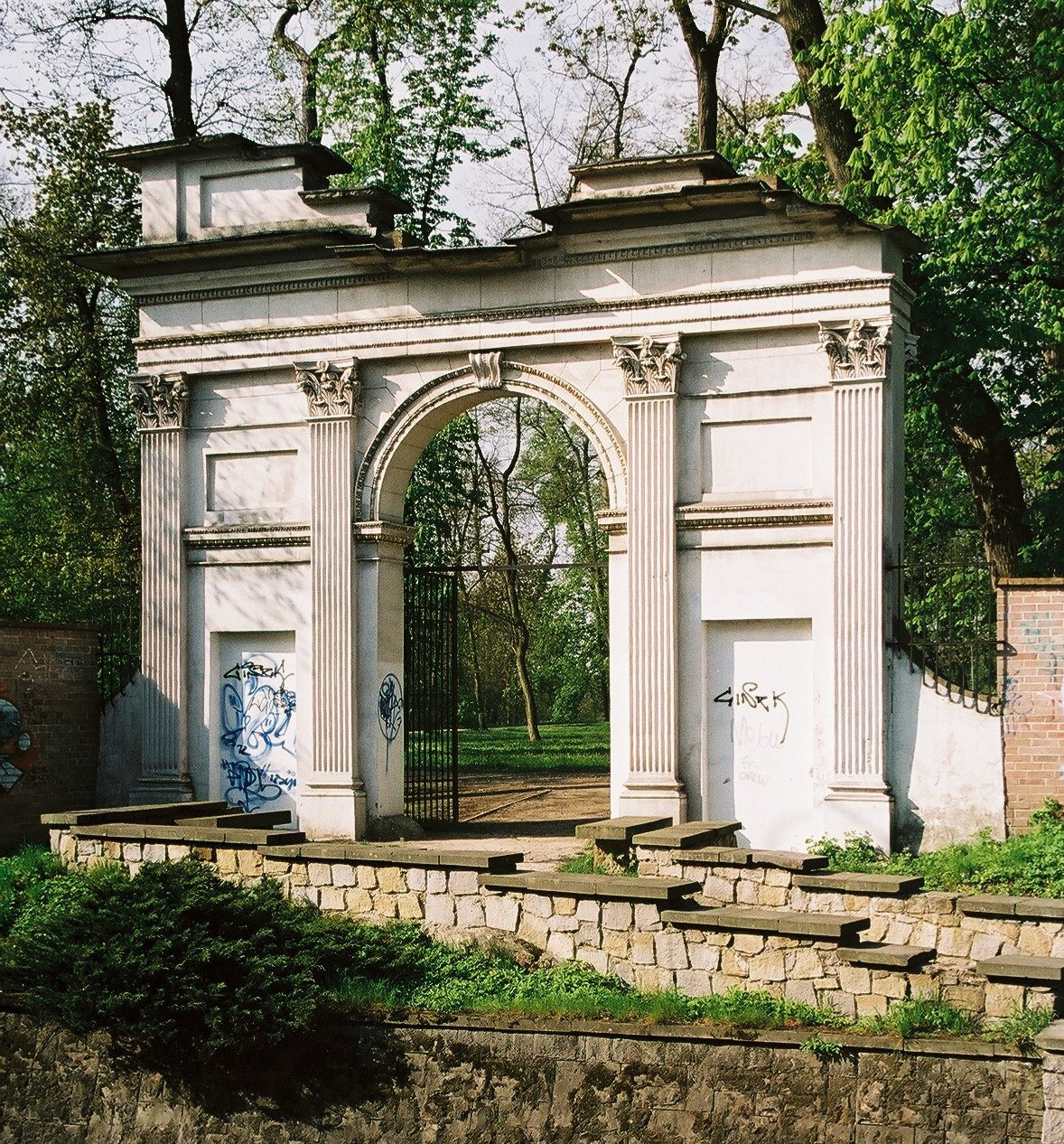
Puerta Romana, en los jardines del palacio
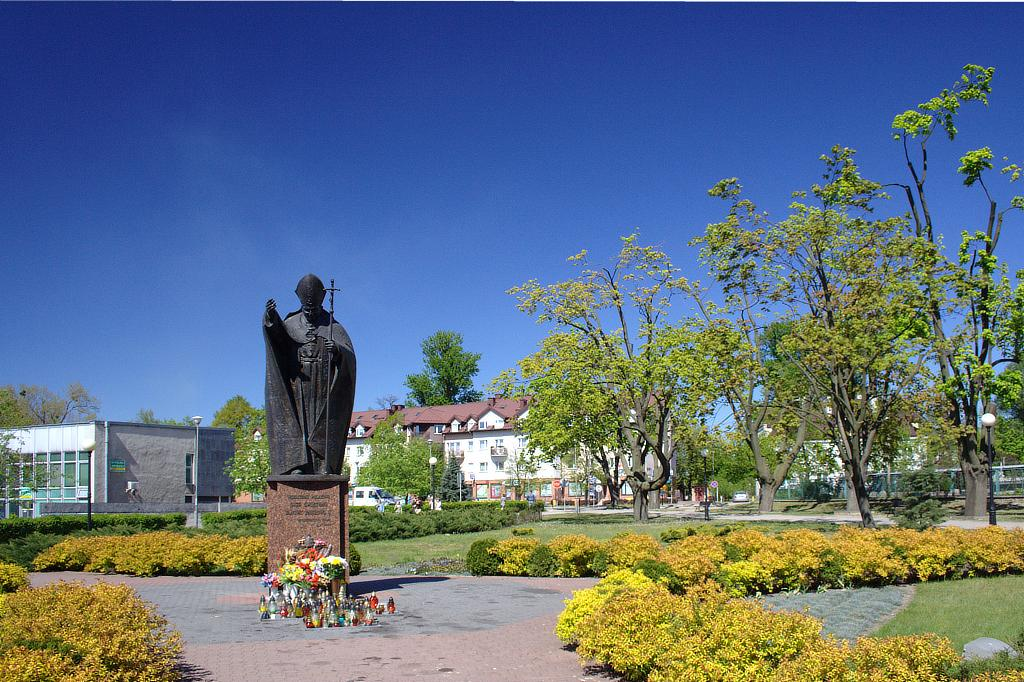
Monumento a Juan Pablo II
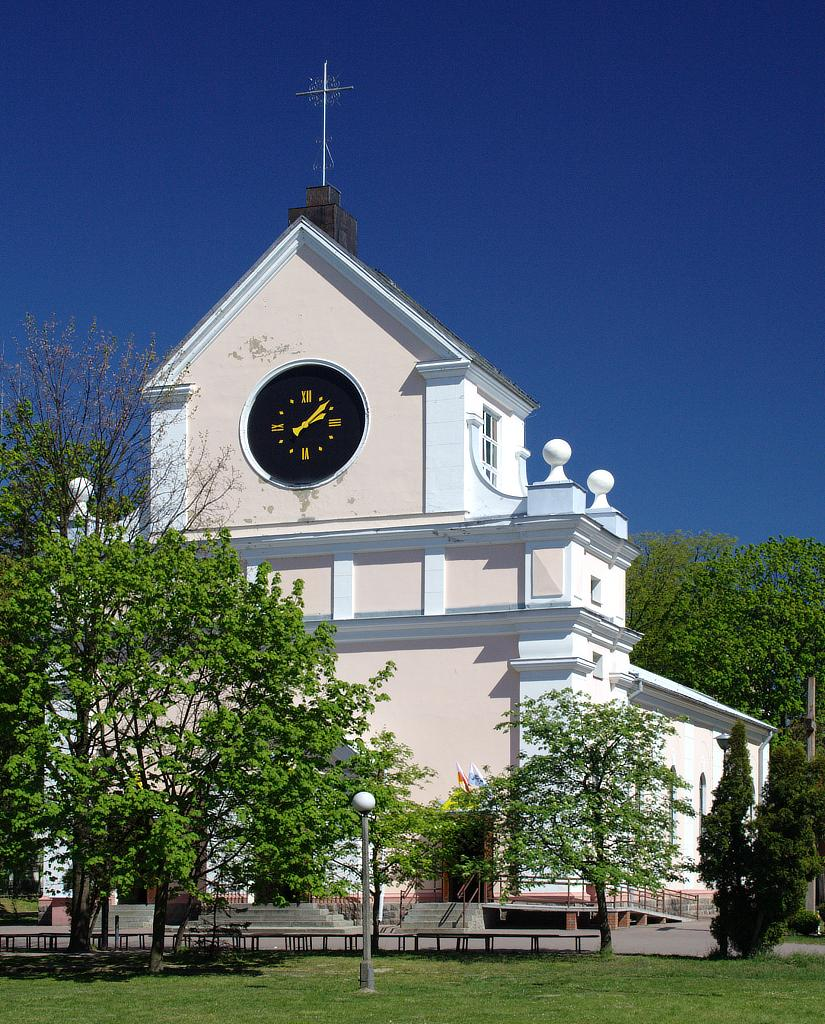
Iglesia de Nuestra Señora del Rosario
Panorama del barrio Niwa
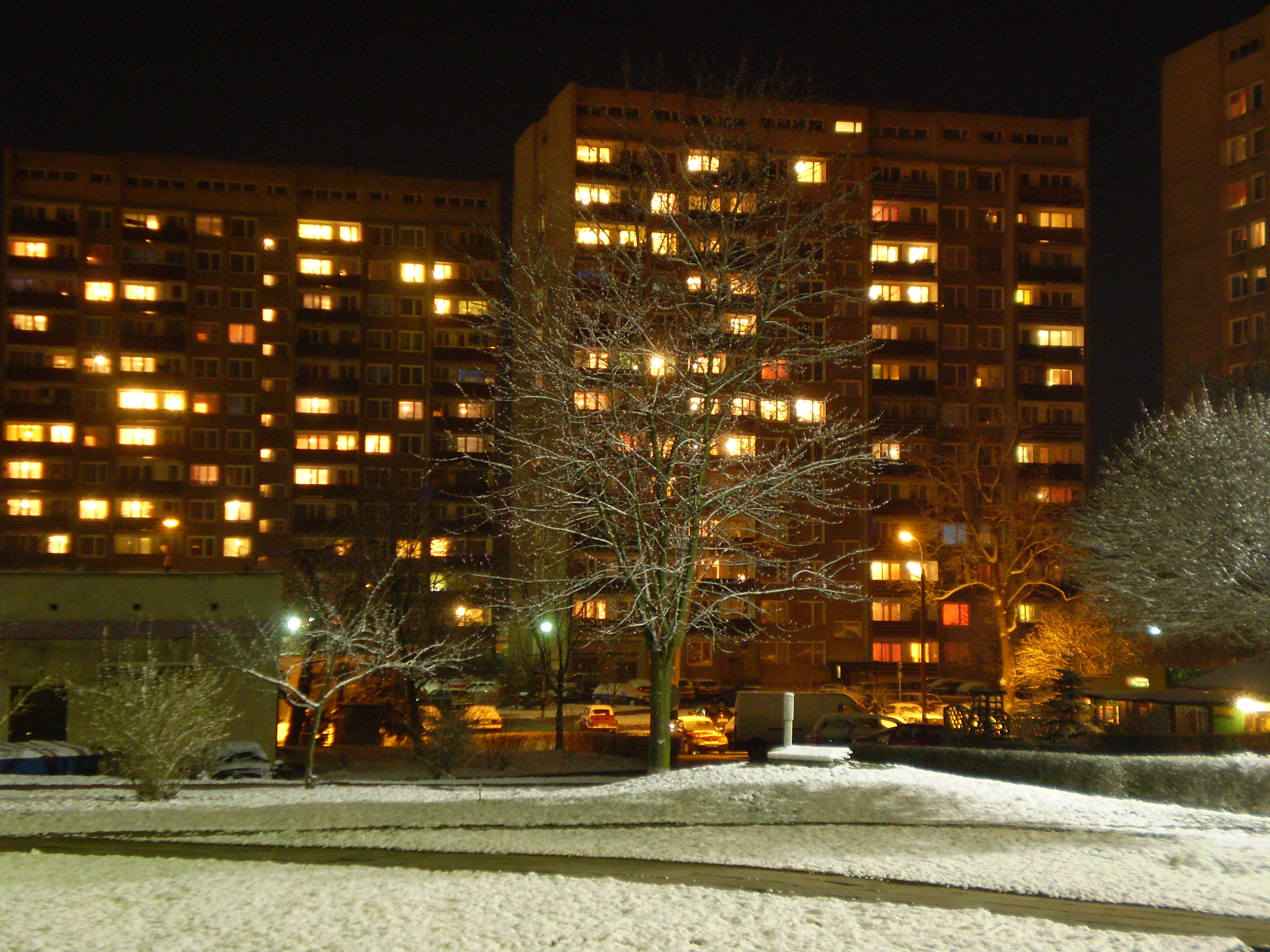
Rascacielos en el barrio de Kołłątaj
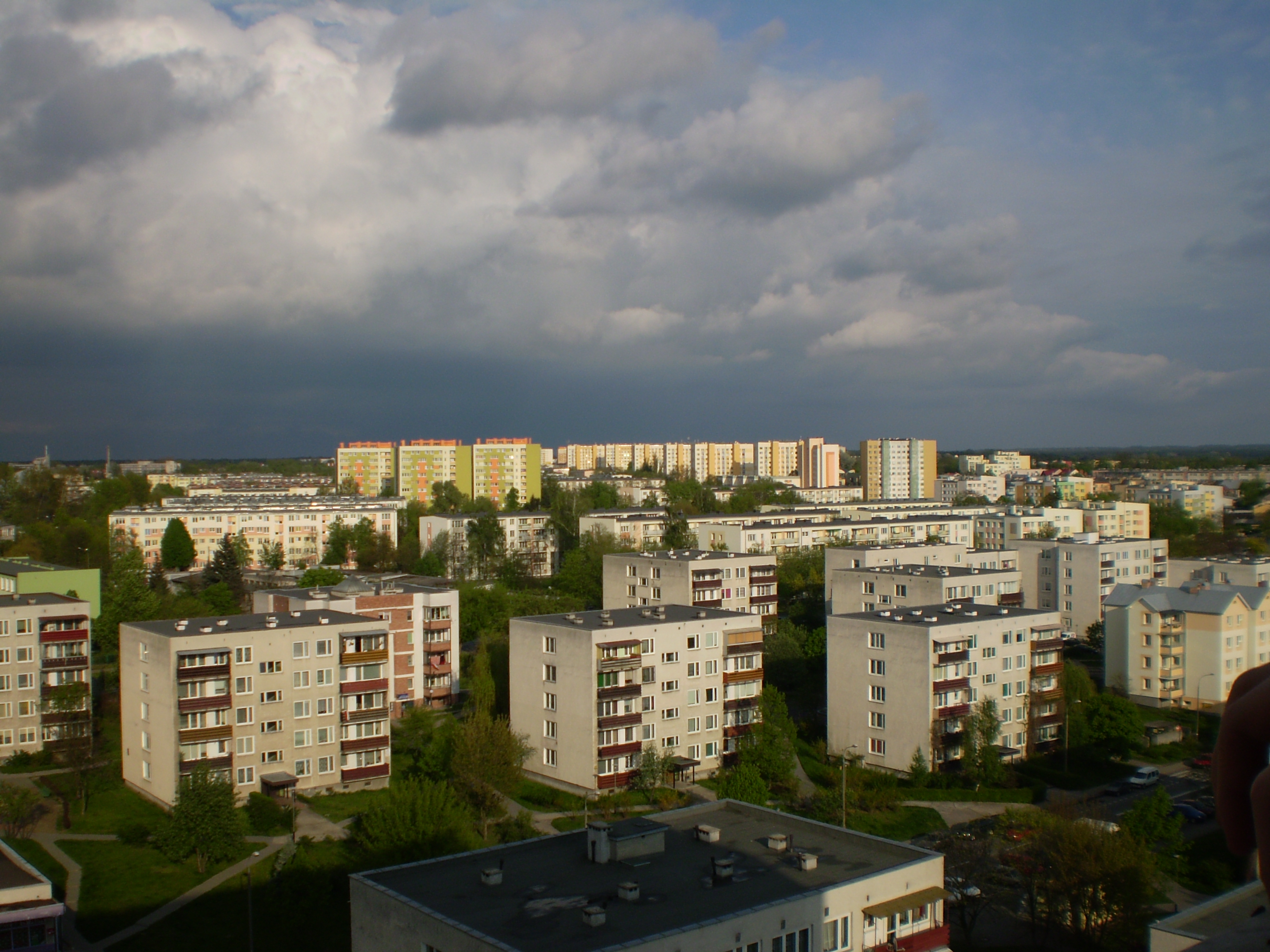
Barrio de Kołłątaj

## Educación
- Puławska Szkoła Wyższa (Escuela Superior de Puławy)

## Ciencia
- Instituto de Ciencias de la Tierra y Cultivos - Instituto de Investigación Estatal
- Instituto Nacional de Investigación Veterinaria
- Instituto de Fertilizantes Artificiales
- Instituto de Investigación de Pomologia y Floricultura, División de Apicultura